# Cowgirl blues
Cowgirl blues (engelsk originaltitel: Even Cowgirls Get the Blues) är en lätt surrealistisk roman från 1976 av den amerikanske författaren Tom Robbins. Romanen blev filmatiserad 1993 i regi av Gus van Sant.
Handlingen kretsar kring den unga flickan Sissy Hankshaw, som är född med abnormt stora tummar, en avvikelse hon egentligen inte skäms för. Hon utnyttjar sina tummar för att bli en mycket framgångsrik liftare. Under sina resor stöter hon på många originella karaktärer som den lesbiska cowboyen Bonanza Jellybean och en excentrisk f.d. intern i ett amerikanskt koncentrationsläger för japaner, som kallas "the Chink" (egentligen amerikanskt nedsättande term för kines).
Boken tar upp en rad kontroversiella ämnen som homosexualitet, fri kärlek, religion och även samhälleliga normer kring saker som kroppsodörer.